# يرسينية ركيرية
يرسينية ركيرية (الاسم العلمي:Yersinia ruckeri) هي نوع من البكتيريا تتبع جنس اليرسينية من فصيلة الأمعائيات. المعروف عنها التسبب في مرض الفم الأحمر المعوي في بعض الأنواع من الأسماك. السلالة 2396-61 (= آي تي سي سي 29473) هو السلالة النوعية (النمطية) لها. وقد تم نشر مشروع الجينوم الخاصة باليرسينية الركيرية.